# Brad Wilkerson
Stephen Bradley "Brad" Wilkerson, född den 1 juni 1977 i Owensboro i Kentucky, är en amerikansk före detta professionell basebollspelare som tog guld för USA vid olympiska sommarspelen 2000 i Sydney.
Wilkerson spelade därefter åtta säsonger i Major League Baseball (MLB) 2001–2008. Han spelade för Montreal Expos/Washington Nationals (2001–2005), Texas Rangers (2006–2007), Seattle Mariners (2008) och Toronto Blue Jays (2008). Totalt spelade han 972 matcher med ett slaggenomsnitt på 0,247, 122 homeruns och 399 RBI:s (inslagna poäng).